# Pseudogerespa
Pseudogerespa là một chi bướm đêm thuộc họ Erebidae.